# Сарандинаки, Николай Маргаритович
Николай Маргаритович Сарандинаки (1843—1894/1895) — российский учёный и общественный деятель.

## Биография
Родился 9 (21) марта 1843 года в дворянской семье. Дед и бабушка со стороны отца — Теодорос (Фёдор Павлович) Сарандинаки (1769—1834) и Мария Маргаритовна Блазо (1789—1827)  были одними из крупнейших землевладельцев на Дону и в Приазовье. Отец — Маргарит Фёдорович Сарандинаки (05.08.1804, Таганрог — 26.09.1872, Маргаритовка), коллежский асессор, почётный смотритель Ростовского уездного училища, помещик, владелец имения Маргаритовка; мать — Щербинская Глафира Григорьевна (1813—1897), дочь протоиерея ростовского Рождества-Богородицкого собора Григория Никитича Щербинского. В семье с 1838 по 1850 годы родилось 5 сыновей — Фёдор (1838—1884), Григорий (1841—1889), Николай (1843—1895), Георгий (1846—1907), Яков (1850—1918?) и дочь Мария (1844—?). 
Окончил естественное отделение физико-математического факультета Московского университета; магистр химии за сочинение: «Лимонная кислота и некоторые из ее производных» (М.: Унив. тип. (Катков и К°), 1872. — [4], 67 с.).
По причине смерти отца вернулся на родину — в Приазовье и занялся здесь, вместе с братом Георгием, сельским хозяйством: выращивал кукурузу, сеял хлопок и культивировал новые прогрессивные сорта пшеницы, проса и ячменя ; производил для патоки сахарный тростник, что для тех мест было редким делом. Брат выращивал виноград.
С 14 февраля 1885 года до своей смерти был директором Петровского реального училища в Ростове-на-Дону. В Ростове по его инициативе было открыто отделение Императорского русского технического общества, а в сёлах Маргаритовка и Глафировка Области Войска Донского — первые спасательные станции на водах (на Азовском море). Им были устроены метеорологические станции в селе Маргаритовка (в 1874 году) и Петровском реальном училище (в 1886 году).
Занимался общественной деятельностью — был депутатом областного Депутатского дворянского собрания Области войска Донского, гласным Ростовского на Дону уездного земского собрания, почётным мировым судьёй Съезда мировых судей Ростовского-на-Дону судебно-мирового округа. Награждён орденами Св. Станислава 2-й степени и Св. Анны 2-й степени (1894).
Умер 31 декабря 1894 (12 января 1895) года. Похоронен в семейном некрополе села Маргаритовка.

## Награды
В 1890 году был награждён Малой серебряной медалью Русского географического общества.

## Семья
Жена: Мария Федотовна (1844—1904). 
Их дети:  
- Мария (1867—1918).

- Николай (1868—1908).
- Маргарита (1870—1870).

- Михаил (1874—1917), метеоролог, работал начальником Феодосийской гидрометеорологической станции.
- Вера (1878—1963, СССР, Крым), ботаник, кандидат наук, научный сотрудник Карадагской научно-биологической станции. Ею найден эндемик, получивший название «Василек Сарандинаки»[9].
- Сергей (1884 — после 1938, Болгария).

Племянник — Георгий Георгиевич Сарандинаки (1884—1933, США, Нью-Йорк), орнитолог.